# エリザベス・ウォーレン
エリザベス・ウォーレン（Elizabeth Warren、1949年6月22日 - ）は、アメリカ合衆国の学者及び政治家。民主党所属、マサチューセッツ州選出上院議員である。
かつてはテキサス大学法学部、ペンシルベニア大学法学部、ハーバード・ロー・スクールで教鞭を執っていた連邦倒産法を専門とする著名な大学教授(学者)であり、商法の分野で特に有名であった。

## 概説
積極的な消費者保護論者であり、消費者金融保護局の設立に貢献した。多数の学術的書籍を著し、アメリカ経済や個々の財政に関するメディアのインタビューで度々取り上げている。2008年の金融危機の際には、不良資産救済プログラム（TARP）の監督を目的として創設された不良資産救済プログラムに関する議会監督委員会メンバーの議長を務めた。バラク・オバマ大統領のもと、大統領補佐官及び消費者金融保護局のアメリカ合衆国財務長官顧問となった。2000年代後半、『ナショナル・ロー・ジャーナル』誌や、タイム100に取り上げられるなど、その認知度を広げていった。
民主党のリーダー的存在として、プログレッシブ層からの支持が厚い。アメリカ合衆国大統領選挙への立候補について度々否定していたが、2016年アメリカ合衆国大統領選挙において複数の政治評論家から有力候補として度々言及されていた。その後、2020年アメリカ合衆国大統領選挙に出馬することを表明したが、2020年3月5日に撤退した。

## 生い立ち・教育・家族
1949年6月22日にオクラホマ州オクラホマシティの中流階級の家庭で父のドナルド・ジョンズ・ヘリング、母のポーリーン（旧姓リード）のもとにエリザベス・アン・ヘリングとして誕生した。ウォーレンは家庭について「中流階級の底辺」、「中流階級にようやく手が届いた程度」と語っている。3人の兄がいる末っ子であった。12歳の頃、小売のモンゴメリー・ウォードの管理人であった父は、心筋梗塞で倒れて働けなくなり、収入が無くなると共に医療費がかさんだ。ローンが払えなくなり車を失った。家計のため、母はシアーズのカタログ部門の職を見つけた。13歳の頃、叔母が経営するレストランでウエイトレスとして働き始めた。
ノースウエスト・クラスン高等学校にてディベート・チームの主要メンバーとなり、州内の高校生のディベート・チームによるコンクールにおいて優勝した。16歳の頃、ジョージ・ワシントン大学のディベート奨学金を勝ち取った。当初教師を目指していたが、大学入学から2年後、高校時代から交際していたジム・ウォーレンと結婚のため退学した。
NASAのエンジニアであった夫に伴い、テキサス州ヒューストンに転居した。ヒューストン大学に進学し、1970年、言語聴覚学で理学士を取得した。教員免許を取得していなかったが臨時免許を取得して1年間公立学校にて障碍のある子供たちに教育を施していた。
夫の仕事の都合でニュージャージー州に転居し、妊娠したウォーレンは専業主婦となる決意をした。娘が2歳になると、ウォーレンはラトガース大学法学部に進学した。夏季、法律事務所カドウォラダー・ウィッカーシャム&タフトでインターンとして働いた。1976年の卒業直前、第二子を妊娠した。法務博士に認定され、司法試験に合格し、自宅で弁護士の業務を開始し、遺言状の作成や不動産に関する手続きなどを行なっていた。
第二子出産後、1978年、離婚した。現在、孫がいる。1980年、法学教授のブルース・マンと再婚したが、ウォーレンの姓を残した。

### 政党
長年、共和党に投票しており、「市場を最も支援してくれる政党だと思っていた」と語った。しかしそれが真実でないと悟り、1995年から民主党に投票し始めたが、二大政党制のどちらにも優劣はつけられないとしてその時によって投票する政党を変えていると語った。

### 祖先をめぐる論争
2012年4月、『ボストン・ヘラルド』紙は1986年から1995年にウォーレンがアメリカ法律学校協会(AALS)の名簿に少数民族として掲載されていたことを報じて批判キャンペーンを行なった。ハーバード・ロー・スクールは多様性の欠如に繋がるとして批判したが、ウォーレン自身記事を読むまでこのことを知らなかった。上院議員選の対立候補であった共和党スコット・ブラウンはウォーレンがネイティヴ・アメリカンの血筋であると偽装して職を得ようとしたのではないかと推測した。大学での元同僚や上司たちは、ウォーレンの雇用に血筋は考慮されなかったと語った。この記事に対し、ウォーレンは似た血筋の人々と会いやすくするためのものだったと語った。ウォーレンの兄たちは「母、祖母、親戚たちからチェロキー族やデラウェア族の血筋も引いているという話を聞いて育った」としてウォーレンを支持した。2014年のウォーレンの自伝によると、記事は事実でなく心を痛めた。ニューイングランド歴史的系図協会は、婚姻証明書にはウォーレンの曾祖母の祖母がチェロキー族であると言及されているが、それ以上具体的な証明はないとした。オクラホマ歴史協会は、異民族間の婚姻や事実に反する意図的な登録・未登録が原因となり、ネイティヴ・アメリカンの血筋であることを証明することは困難な場合があると語っている。
2017年から2018年にかけて、ドナルド・トランプ大統領は、エリザベス・ウォーレンをアメリカの先住民であるポカホンタスに喩えて取り上げたほか、2018年7月にモンタナ州で行われた集会では、「あなたが検査を受け、自分がインディアンだと判明したら、希望の慈善団体にトランプの名前で100万ドルを寄付する」と挑発した。 これに応えるように同年10月、エリザベス・ウォーレンは祖先に先住民族がいたとするDNA鑑定結果を示したが、「6-10世代前」というレベルのものであり、自ら少数民族や先住民族であると主張するにはいささか説得力にかけるものであった。なお、これを受けてトランプ大統領が寄付を行うことも無かった。
DNA検査の結果は、平均的白人が微量に持つインディアン系のDNAよりも少ない量しか、彼女は持っていなかった。彼女にはインディアンの血は流れていなかった。チェロキー族は強い不快感を示し、仲間とは認めていない。
2019年8月19日、アイオワ州で開催された先住民の集会で「先住民」を自称したことについて謝罪した。

## 来歴

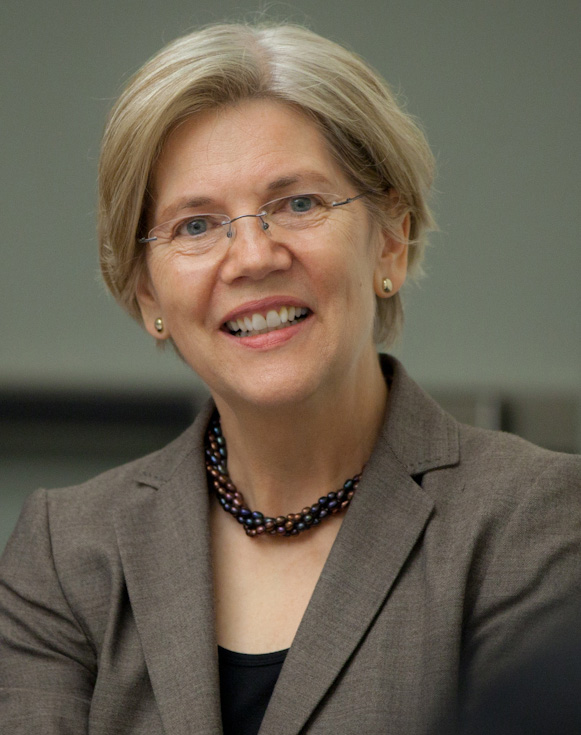
2011年、消費者金融保護局として独立銀行協会会議に出席。

1970年代後期から1990年代、倒産や中流階級の個人ファイナンスの研究をしつつ、全米の複数の大学で法学を教えていた。1990年代中期、破産法や消費者保護で公共事業に関わるようになった。

### 教職
1977年から1978年、ラトガース大学法学部にて講師をしていた。1978年、ヒューストン大学法学部に移籍し、1980年、副学部長となり、1981年、テニュアを取得した。1981年、テキサス大学法学部にて客員准教授となり、2年後、教授となった。1985年、ミシガン大学の客員教授となり、1983年、テキサス大学オースティン校の人口研究センターの研究員となった。当初、人々が実社会でいかに法律に従うのかという現場での研究の賛同者であった。裁判記録の分析、裁判官、弁護士、債務者への聞き取りなどを行ない、破産法の分野での期待の新人となった。
1987年、ペンシルベニア大学法学部の教授となり、1990年、寄付基金教授となった。1992年、ハーバード・ロー・スクールで教鞭をとった。1995年、ペンシルベニア大学を離れ、ハーバード・ロー・スクールの寄付基金教授となった。2011年現在、ハーバード大学においてアメリカ国内の公立大学法学部を卒業した唯一のテニュアの法学教授となった。ウォーレンは大変影響力のある法学教授であった。様々な分野で著作を出しているが、ウォーレンの専門分野は破産法と商法である。この分野でウォーレンより引用数が多いのは、コロンビア・ロー・スクールのボブ・スコットとイェール・ロー・スクールのアラン・シュワルツのみである。

### 顧問
1995年、倒産審査委員会から助言を求められ、委員会の報告書の草稿作成を手伝った。数年の間、破産法申請をする消費者の権利を侵害する法律に対抗したが、うまくいかなかった。2005年、議会において破産法申請を制限する倒産制度濫用防止と消費者保護に関する法律が通過した。
2006年11月から2010年11月、連邦預金保険公社の諮問委員会のメンバーとなった。現在、破産法について議会に助言する独立組織の破産委員会のメンバーとなっている。また、アメリカ法律協会の元副会長で、アメリカ芸術科学アカデミーのメンバーでもある。
2011年、消費者金融保護局の創立にウォーレンの知識や消費者擁護の姿勢が役立った。

### メディアへの出演
ドキュメンタリー映画『Maxed Out』、マイケル・ムーアの『キャピタリズム〜マネーは踊る〜』などに出演し、知名度が上がっていった。また『Dr. Phil 』や『ザ・デイリー・ショー』など多数のテレビ番組に出演し、ケーブル・ニュース・ネットワークやラジオ番組などでも度々インタビューを受けている。

### TARPの監督

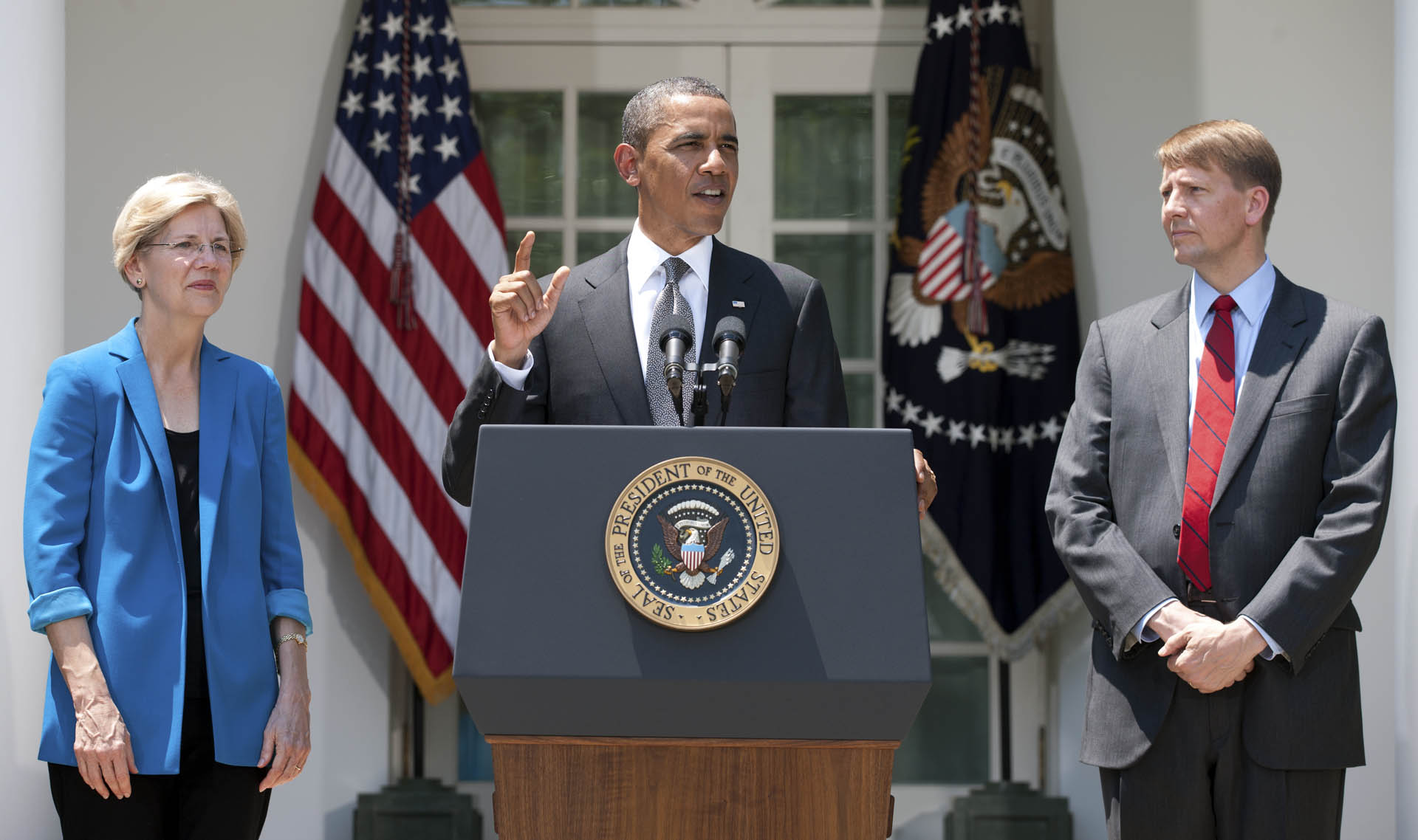
2011年7月、オバマ大統領がリチャード・コードレイを消費者金融保護局の初代長官に任命した。ウォーレンは左側。

2008年11月14日、ウォーレンは院内総務ハリー・リードにより緊急経済安定化法の監督を目的として創設された不良資産救済プログラムに関する議会監督委員会メンバー(COP)の議長を務めた。毎月COPは政府による救済および関連するプログラムを評価する監督報告を発行していた。ウォーレンの在任期間中の報告書には、担保権執行の軽減、消費者や中小企業への融資、商業用不動産、アメリカン・インターナショナル・グループ、金融健全性審査、金融市場における不良資産救済プログラム（TARP）の影響、政府の保証、車産業などについて記されていた。

### 消費者金融保護局
ウォーレンは新たな消費者金融保護局(CFPB)設立の初期の賛同者であった。2010年7月、バラク・オバマ大統領により署名されたドッド＝フランク・ウォール街改革・消費者保護法により創立されたものである。2010年9月、オバマ大統領はウォーレンを大統領補佐官および消費者金融保護局財務長官顧問に任命した。リベラル・グループや消費者擁護グループがオバマ大統領にウォーレンを局の長官候補にするよう提言したが、金融機関や、ウォーレンが強力に取り締まることを危惧した複数の共和党員から大反対された。上院聴聞会でウォーレンの長官就任は承認されなかったと報じられ
、2012年1月、オバマ大統領は共和党上院議員の反対にもかかわらず休会任命で元オハイオ州司法長官リチャード・コードレイを長官に就任させた。

## アメリカ合衆国上院議員

### 2012年選挙

2012年の地方自治体ごとの選挙結果

2011年9月14日、2012年のマサチューセッツ州の上院議員選挙に民主党候補として出馬することを発表した。2010年、テッド・ケネディが亡くなった後の特別選挙では共和党のスコット・ブラウンが選出されていた。1週間後、ウォーレンがアンドーバーで行なった演説の動画がインターネット上で話題となった。その中でウォーレンは、富裕層により多くの課税をすることは「階級闘争」となるのではないかとの意見に対し、他階級での経済基盤なしではアメリカでは誰も富裕層に入れないと指摘した。
この国では自分の力だけでは誰も富裕層に入れない。誰も。あなだが道端で商品を売り、我々の中の誰かが買い取り、あなたは我々の中の誰かを雇い教育費を支払う。我々の中の誰かが支払った税金により警察署や消防署が守ってくれるため工場は安全を保つことができる。我々の誰かを警備に雇えば工場での強奪の心配もない。今あなたが工場を創立すれば、大失敗するかもしれないし逆に大成功するかもしれない。努力を続けるべき。しかし社会契約の基礎の一部として、富を得たなら協力してくれた人々にお返ししなくてはならない。
2012年アメリカ合衆国大統領選挙において、再選を狙うオバマ大統領はウォーレンの言葉を引用した。

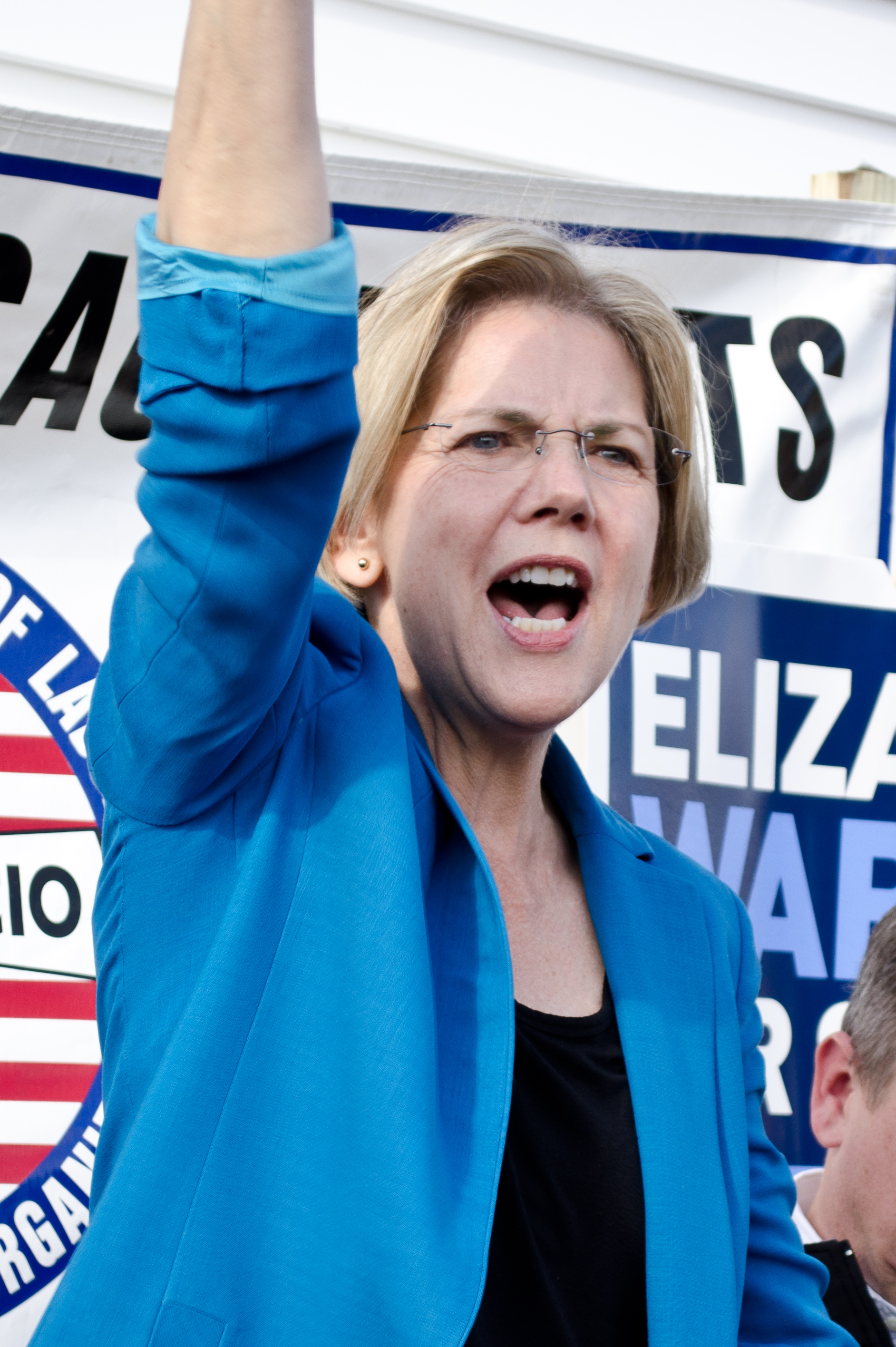
2012年11月のキャンペーン

2012年6月2日、民主党全国大会にて対立候補がなく記録的な95.77%の支持率で当選した。ウォーレンにとっての対抗馬はビジネス界であった。8月、アメリカ商工会議所の政務局長は「ウォーレン教授以上に自由企業を脅かす候補は他にない」と語った。にもかかわらず、ウォーレンはキャンペーンにおいて2012年の上院議員候補の中で最高額の3,900万ドルを集め、『ニューヨーク・タイムズ』紙は「ウォール街の巨大銀行に対抗してもまだ勝てる」と記した。
2012年9月5日、民主党全国大会においてプライムタイムにスピーチすることとなった。ウォーレンは、苦境に立たされている中流階級の代表者としての立場を取った。ウォーレンは「人々は意に反してシステムに操作される」とし、「ウォール街の最高経営責任者たちは経済や何百万もの雇用を崩壊させた」と語り、さらに「彼らは今も恥もなく議会の周りをうろつき、要求ばかりし、我々が彼らに感謝すべきというような態度をとる」と語った。

### 在任期間

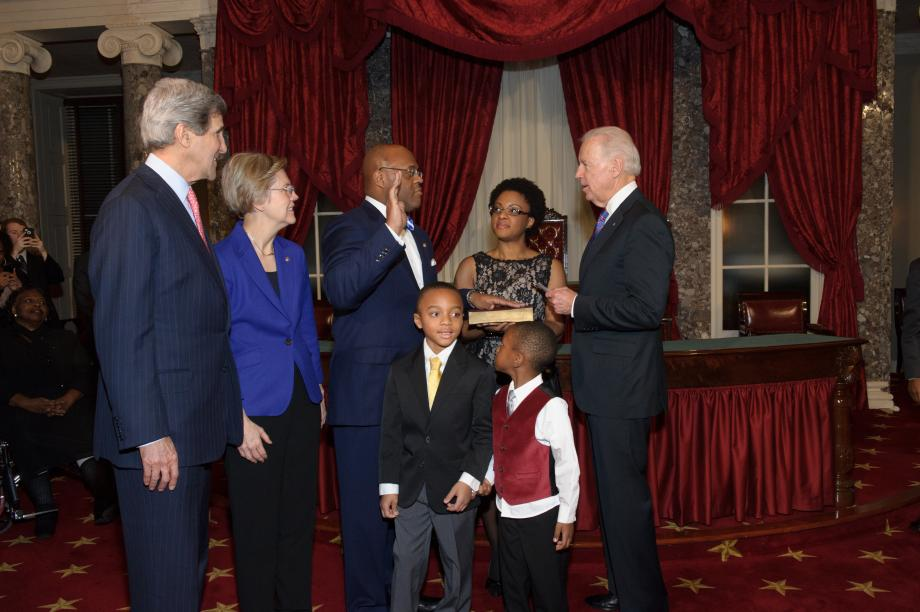
旧上院会議場にてモ・カウエン議員の宣誓に同席

2012年11月6日、53.7%の得票で現職のスコット・ブラウンを制した。ウォーレンはマサチューセッツ州において、初の女性上院議員となり、全米の女性上院議員は計20名で史上最高となった。2012年12月、ウォーレンはドッド＝フランク・ウォール街改革・消費者保護法など銀行業界の規則を実施する上院銀行委員会に任命された。2013年1月3日、ジョー・バイデン副大統領の前で宣誓を行なった。このほか上院高齢化問題特別委員会、上院保健・教育・労働・年金委員会も経験している。
2013年2月、ウォーレンは銀行委員会の公聴会に初めて参加し、複数の銀行監督官にウォール街の銀行を最後に裁判にかけたのはいつか答えるよう迫り、「『潰すには大きすぎる』のが『裁判するには大きすぎる』となることを心配している」と語った。このウォーレンの質疑の動画はインターネットで人気となり、数日間で100万以上の再生回数となった。3月の銀行委員会の公聴会において、ウォーレンはアメリカ合衆国財務省の職員たちになぜHSBCホールディングスを資金洗浄の罪で告訴しなかったのか尋ねた。ウォーレンの質疑ははぐらかされ続け、ウォーレンは資金洗浄と薬物不法所持と比較して「もしあなたがコカインを所持して逮捕されれば刑務所に入れられるでしょう。しかしもしあなたが約10億ドルを麻薬カルテルで資金洗浄して国際的制裁に反しても、会社が罰金を支払ってあなた自身は家に帰ってベッドで寝ることができるのでしょう」と語った。
2013年5月、アメリカ合衆国司法省、証券取引委員会、連邦準備制度理事会に書簡を送り、裁判するより和解するという決定が果たして有益なのか尋ねた。また同月、ウォーレンは「学生たちは銀行が受ける利益と同等の利益を受けるべきだ。」と提言し、「銀行が連邦政府から借金する際の利子0.75%と同等の利子で学生が政府の教育ローンを借りることができる」Bank on Student Loans Fairness Actを提唱し、無所属議員バーニー・サンダースはウォーレンの議案を支持し、「この議案の唯一の問題点は、私ではなくウォーレンが考案したということである」と語った。
2014年の選挙期間、ウォーレンは民主党で最高額の資金を集めた。選挙後、ウォーレンは民主党方針通信委員会の初の方策顧問としてウォーレンのために役職が設定された。この就任により、2016年の大統領選挙にウォーレンが出馬するのではないかと推測されるようになった。
2015年7月、ウォーレンは「2008年以降の我々の進歩に反し、複数の全米最大級の銀行は我々の経済を脅かし続けている」としてアリゾナ州共和党議員ジョン・マケイン、ワシントン州民主党議員マリア・キャントウェル、メイン州無所属議員アンガス・キングと共に1933年制定のグラス・スティーガル法の21世紀版に再制定を提案した。この法案はアメリカの納税者のリスク、および将来の経済危機の可能性を軽減しようとするものである。
2016年9月20日、公聴会においてウォーレンはウェルズ・ファーゴが顧客の承諾なしに200万件の口座を開設したとして、最高経営責任者であるジョン・スタンフに辞任を要求し、犯罪捜査すべきだと語った。
2016年12月、アメリカ合衆国上院軍事委員会に任命され、『ボストン・グローブ』紙は「議院で最も力のある委員会の1つの著名な人物」とし、「2020年の大統領選挙が期待できる」と記した。
2017年2月7日、アメリカ合衆国司法長官候補ジェフ・セッションズの承認審議において、ウォーレンがマーティン・ルーサー・キング・ジュニアの妻コレッタ・スコット・キングおよびエドワード・ケネディがセッションズを批判した書簡を引用してセッションズを非難し、上院規則第19条に反したとして共和党議員が投票を行なった。1986年にキングがストロム・サーモンドに宛てた書簡には「セッションズ氏は事務所の力を使ってこの地区の黒人による投票権を抑え込み連邦判事になろうとしている」と記され、ウォーレンは議会でこれを読もうとした。これにより、セッションズの司法長官候補の承認審議への参加が禁止された。ウォーレンは近くの部屋でキングの書簡の読み上げを続け、インターネットで生中継した。

### 委員任命
- アメリカ合衆国上院軍事委員会
  - 空陸分科委員会
  - 人事分科委員会
  - 戦略部隊分科委員会
- 上院銀行・住宅・都市問題委員会
  - 経済政策分科委員会(幹部)
  - 金融機関消費者保護分科委員会
  - 有価証券・保険・投資分科委員会
- 健康教育労働年金分科委員会
  - プライマリー・ヘルス・退職保障分科委員会
- 高齢化特別委員会

### 政治姿勢
イギリスの『ニュー・ステイツマン』誌において「アメリカの進歩主義者トップ20」に選ばれた。
2016年12月16日、ウォーレンは、次期大統領ドナルド・トランプが認めたトランプの企業帝国に関する利益相反に言及する議案を提出する計画を発表した。もしトランプの大統領職と事業利益の間の利益相反を公表しなければ弾劾するというものであった。ウォーレンは「トランプ次期大統領が利益相反を避ける唯一の方法は、経済的利害関係から脱却し、白紙委任信託とすることである。これまでの大統領もそうしてきており、この議案はトランプ次期大統領が同じようにすることを明白にするものである」と語った。
2017年1月9日、ウォーレンにより大統領利益相反法の議案が提出され、上院議会で初めて読み上げられた。

### 2016年大統領選

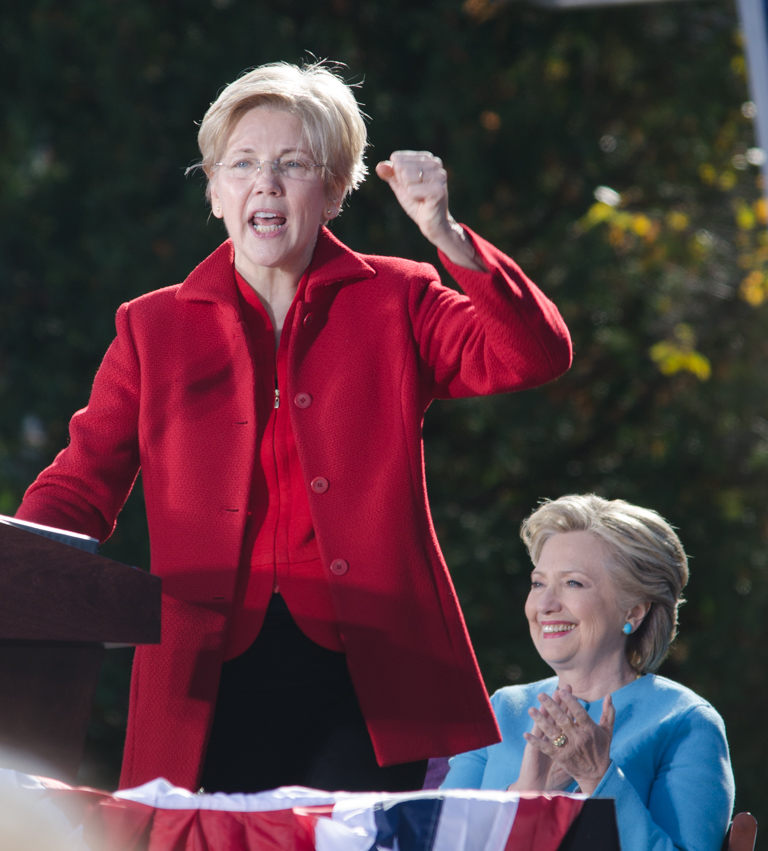
2016年10月、ニューハンプシャー州マンチェスターにてヒラリー・クリントンのキャンペーンに参加した。

2016年アメリカ合衆国大統領選挙において、自由民主主義者によりウォーレンの大統領選出馬が期待されていた。しかしウォーレンは出馬に関して繰り返し否定し、民主党予備選挙の間も中立な立場を取り続け。2013年10月、15名の女性民主党上院議員と共にヒラリー・クリントン大統領候補の支持の書簡に署名をした。ウォーレンが副大統領候補となることが広く推測された。2016年6月9日、カリフォルニア州で行われた民主党予備選の後、ウォーレンはクリントンを正式に支持した。
7月7日、CNNは副大統領候補にウォーレンを含む5名を発表した。ウォーレン自身も質問に応える形で副大統領候補となる心構えはできているとしたが、クリントンはティム・ケインを選び、実現しなかった。
大統領選においてウォーレンは、当時共和党指名確実候補であったトランプに対し、いい加減で国民を気にかけない「負け犬」と批判した。またトランプ大学訴訟に対するトランプの姿勢に「自分のことしか考えず、人のために行動したことのない声高で不快で短気な詐欺師」と非難した。これに対しトランプはウォーレンのネイティヴ・アメリカンとしての血筋を用いて「あのインディアンは馬鹿なポカホンタスだ」と嘲笑した
。

### 2018年選挙
2017年1月6日、支持者たちへの電子メールの中で、ウォーレンはマサチューセッツ州上院議員再選を目指すことを発表した。この電子メールの中で「マサチューセッツ州民は私を、ドナルド・トランプ、富裕層、差別主義者、そしてこの国の労働者を押しつぶすウォール街の銀行家に無抵抗でいるためにワシントンD.C.に行かせたのではない」、「続けていかなくてはならない」と記した。

### 2020年大統領選
2019年2月、マサチューセッツ州の党員集会で、2020年大統領選挙への出馬を表明。序盤戦では、国民へ一律の医療保険適用を呼びかけたほか、金融業界批判を行い、報道機関からはバーニー・サンダースとともに急進左派として扱われた。
2019年、夏場以降、同じ急進派のバーニー・サンダースが手術を理由に選挙戦を一時離脱、支持率でトップを走っていたジョー・バイデンが健康問題やウクライナ論争に巻き込まれるとエリザベス・ウォーレンの支持率は急激に伸び始めた。10月8日には、長らく二番手候補だったエリザベス・ウォーレンが支持率で首位を取ったとする調査結果も現れた。
2019年10月15日、民主党テレビ討論会に出席。ともに国民皆保険制度を提唱していたバーニー・サンダースが不在の中、保険に関する疑問や批判を一手に引き受けることとなり、財源の確保や受益者負担等の回答に苦慮することとなった。
2020年1月、バーニー・サンダースと党員集会で会談し、国民皆保険制度と大学無償化政策で一致した。
2020年1月に行われたCNNの世論調査では、民主党員あるいは民主党寄りの無党派層から19%の支持を獲得したものの。サンダースの27%、バイデンの24%には差をつけられた。内容的にも支持層の主力であったリベラル層がサンダース側へなびいていることが分析されており、支持が伸び悩んだ。3月3日のスーパー・チューズデーでは地元マサチューセッツ州でバイデンが勝利するなど厳しい状況となり、3月5日になって大統領選挙からの撤退を表明した。
他の候補の支持についてはその段階では明言を避け、バイデンが指名を確実にした後の4月15日にバイデン支持を表明した。

## 受賞歴

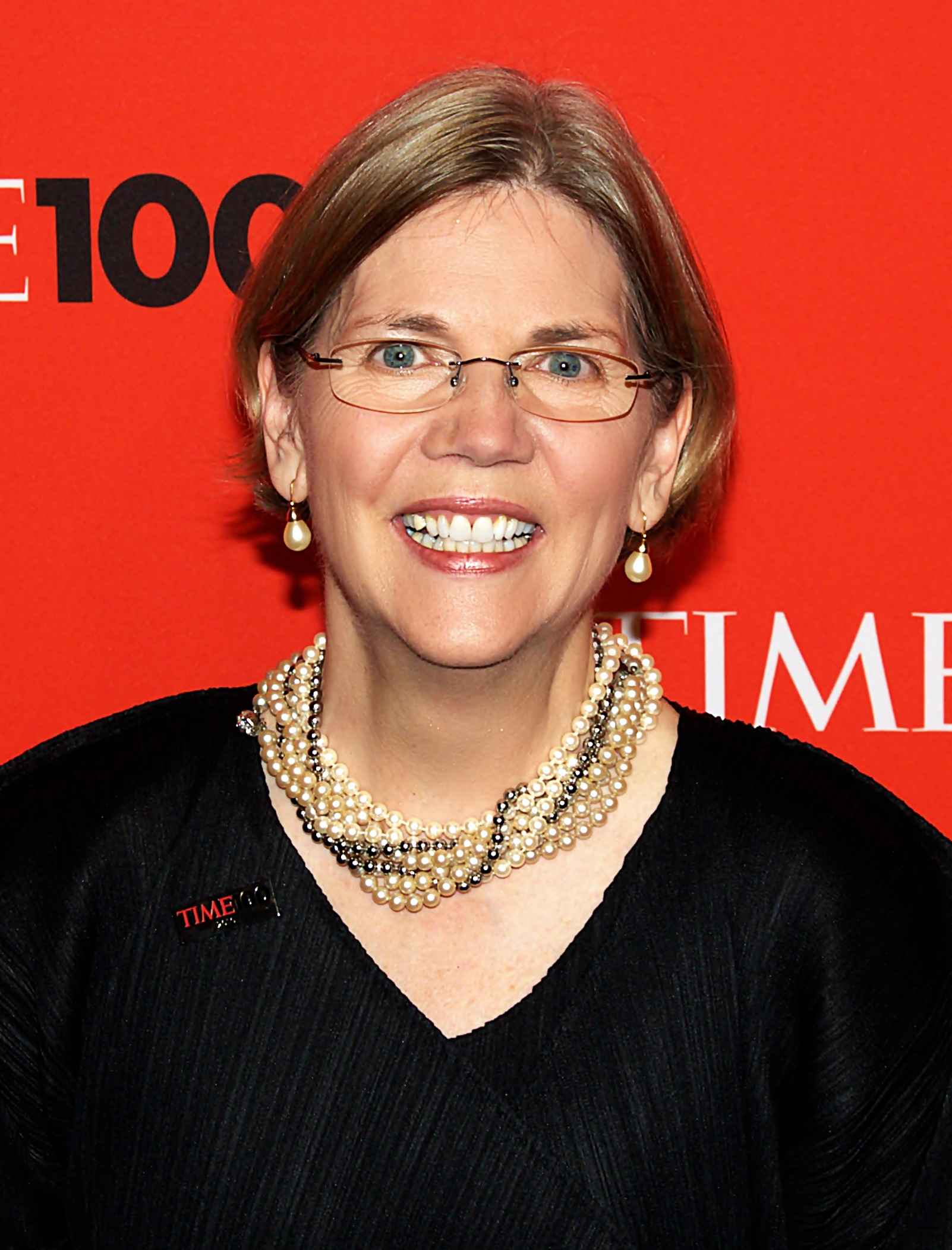
2009年タイム100ガラ

2009年、『ボストン・グローブ』紙は年間最高ボストン市民賞に認定し、マサチューセッツ州女性弁護士会はレイリア・J・ロビンソン賞に認定した。『タイム』誌が選ぶ「世界で最も影響力のある100人」に2009年、2010年、2015年に選出された。『ナショナル・ロー・ジャーナル』紙は「全米で最も影響力のある女性弁護士50名」にウォーレンを複数回認定し、2010年には「10年間で最も影響力のある弁護士40名」に認定した。2011年、オクラホマ州殿堂に殿堂入りした。2012年1月、イギリスの『ニュー・ステイツマン』誌から「アメリカの進歩主義者トップ20」に選ばれた。
2009年、ハーバード大学史上The Sacks–Freund Teaching Awardを2回受賞した最初の教授となった。2011年、ラトガース大学ニューアーク校法学部で名誉法学博士および優秀法学生会の会員に認定され、卒業式送辞を行なった。

## 著書およびその他の活動
ウォーレンは娘のアメリア・ヤギとの共著『共働きの罠──中流の親たちが没落する理由』（The Two-Income Trap: Why Middle-Class Mothers and Fathers Are Going Broke ）の中で、現代のフルタイム労働者は現代の貨幣価値に換算して30年前のフルタイム労働者よりも収入が少ないことを指摘した。衣類、家電、日用雑貨の消費は減っているが、住宅ローン、医療費、交通費、育児費用など月々の出費が激増している。その結果、共働きでも貯金できず借金ばかりがどんどん増えていく。
『ニューヨーク・タイムズ』紙のジェフ・マドリックは以下のように書評した:
著者は浪費家の若者でも無力な老人でもなく、一般的な子を持つ家庭が破産することを記している。主なテーマは明白である。現代において、一般的な家庭は子への高等教育、医療、中流階級の住環境が経済的に困難な場合がある。ウォーレン氏とヤギ氏は国や政府が実生活を支援することがいかに少ないかを表現している。
2005年、ウォーレンとデイヴィッド・ハイメルスタインは破産と医療費の研究を出版し、破産した家庭の約半数が深刻な医療問題に直面した後に破産していることを発表した。ウォーレンとハイメルスタインはそれらの家庭の4分の3が医療保険に加入していたと記した。この研究は広く議論を巻き起こした。
2014年4月、ウォーレンの著書『A Fighting Chance 』がメトロポリタン・ブックスから出版された。

## 出版物
| 主な記事 - Warren, E. (1987). Bankruptcy Policy. 54. The University of Chicago Law Review. pp. 775–814. JSTOR 1599826. - Warren, E. (1992). “The Untenable Case for Repeal of Chapter 11”. The Yale Law Journal 102 (2): 437–479. JSTOR 796843. - Warren, E. (1993). “Bankruptcy Policymaking in an Imperfect World”. Michigan Law Review 92 (2): 336–387. JSTOR 1289668. - “Principled Approach to Consumer Bankruptcy”. American Bankruptcy Law Journal (Heinonline.org) 71: 483. (1997). - “The Bankruptcy Crisis”. Indiana Law Journal 73 (4): 1079. (Fall 1998). - Warren, Elizabeth; Westbrook, Jay Lawrence (January 2000). Financial Characteristics of Businesses in Bankruptcy. 73. p. 499. doi:10.2139/ssrn.194750. SSRN 194750. - Himmelstein, DU; Warren, E; Thorne, D; Woolhandler, S (2005). “Illness and injury as contributors to bankruptcy”. Health affairs (Project Hope) Suppl Web Exclusives: W5–63–W5–73. doi:10.1377/hlthaff.w5.63. PMID 15689369. - "The Vanishing Middle Class". In Edwards, John, ed (2007). Ending Poverty in America: How to Restore the American Dream. The New Press. ISBN 978-1-59558-176-1 - Himmelstein, David U.; Warren, Elizabeth; Thorne, Deborah; Woolhandler, Steffie J. (2005). Illness and Injury as Contributors to Bankruptcy. doi:10.2139/ssrn.664565. - Himmelstein, DU; Thorne, D; Warren, E; Woolhandler, S (2009). “Medical bankruptcy in the United States, 2007: Results of a national study”. The American Journal of Medicine 122 (8): 741–6. doi:10.1016/j.amjmed.2009.04.012. PMID 19501347. | 書籍 - As We Forgive Our Debtors: Bankruptcy and Consumer Credit in America. Oxford University Press. (1989). ISBN 978-0-19-505578-8 (with Teresa A. Sullivan and Jay Westbrook) - The Fragile Middle Class: Americans in Debt. Yale University Press. (2001). ISBN 978-0-300-09171-7 (with Teresa A. Sullivan and Jay Westbrook) - The Two-Income Trap: Why Middle-Class Parents are Going Broke. Basic Books. (2004). ISBN 978-0-465-09090-7 (with Amelia Warren Tyagi) - All Your Worth: The Ultimate Lifetime Money Plan. Simon & Schuster. (2006). ISBN 978-0-7432-6988-9 (with Amelia Warren Tyagi) - Casenote Legal Briefs: Commercial Law. Aspen Publishers. (2006). ISBN 978-0-7355-5827-4 (with Lynn M. LoPucki, Daniel Keating, Ronald Mann, and Normal Goldenberg) - The Law of Debtors and Creditors: Text, Cases, and Problems (6th ed.). Aspen Publishers. (2008). ISBN 978-0-7355-7626-1 (with Jay Westbrook) - Chapter 11: Reorganizing American Businesses (Essentials). Aspen Publishers. (2008). ISBN 978-0-7355-7654-4 - Secured Credit: A Systems Approach. Wolters Kluwer. (2008). ISBN 978-0-7355-7649-0 (with Lynn M. LoPucki) - A Fighting Chance. Metropolitan Books. (2014). ISBN 978-1627790529 |

## 選挙結果
| 2012年マサチューセッツ州上院議員選挙 | 2012年マサチューセッツ州上院議員選挙 | 2012年マサチューセッツ州上院議員選挙 | 2012年マサチューセッツ州上院議員選挙 | 2012年マサチューセッツ州上院議員選挙 |
| ------------------------------------ | ------------------------------------ | ------------------------------------ | ------------------------------------ | ------------------------------------ |
| 政党                                 | 候補者                               | 得票数                               | %                                    | +%                                   |
| 民主党                               | エリザベス・ウォーレン               | 1,696,346                            | 53.7%                                |                                      |
| 共和党                               | スコット・ブラウン (inc.)            | 1,458,048                            | 46.2%                                |                                      |
| Write-ins                            | Write-ins                            | 2,159                                | 0.1%                                 |                                      |

2016年、ワシントンおよびハワイにおいて選挙人が候補者でないウォーレンに副大統領として投票した。

## 関連事項
- エリザベス・ウォーレンの政治的立場（英語版）